# Ngu Facula
La Ngu Facula è una struttura geologica della superficie di Mercurio.